# Estação Ferroviária de Massapé
A Parada Ferroviária de Massapé foi um apeadeiro localizado no município de Campina Grande, Paraíba.
A referida parada ferroviária integrava o ramal de Campina Grande, que inicialmente partia desde Itabaiana até a cidade de Campina Grande e depois de concluída a ligação entre Sousa-Pombal, Pombal-Patos e Patos-Campina, ligou-se com o Ceará.

## Histórico
Em 1907 foi o ramal de Campina Grande, que partia da ferrovia da Great Western, que ligava Recife a Natal. O ramal da Paraíba foi prolongado de Sousa até Patos, em 1944 e em 1958, completou a ligação férrea entre o Ceará e a Paraíba ou Pernambuco.
O transporte de passageiros não acontecia regularmente na linha desde os anos de 1980, contudo, os trens permaneceram trafegando pelo local até por volta de 2010.

## Localização
Localizava-se no povoado de Massapé, a meio caminho entre Campina Grande e o distrito de Galante, à altura do quilômetro 212 do Ramal de Campina Grande. Tinha como estações próximas a de Campina Grande e a de Galante.